# Les bijoux
Les bijoux (레비쥬, Re Bijyu) es un sunjung manhwa de Park Sang Sun y Jo Eun-ha. La serie se empezó a publicar en la revista Issue, y está compuesta por un total de 5 volúmenes. Se publicó originalmente en Daiwon, editorial de Corea del Sur, durante los años 2000 y 2001. En España ha sido publicado por Filabo Ediciones en el 2005.

## Historia
Les bijoux se desarrolla en un mundo de fantasía dividido en dos clases sociales: los hábitos y los espatos, y los primeros tienen sometidos a los segundos. La historia comienza con el nacimiento de un niño espato, hijo de un enano y una jorobada, al que llaman Lapislázuli. Este niño tiene la particularidad de transformase: es Lapis cuando es varón, y es Lázuli cuando es fémina, y pierde a sus padres cuando el frío Diamante, uno de los doce Señores de las Minas, los mata cruelmente y provoca así la venganza y la liberación de las tiránicas leyes impuestas por los hábitos.